# 小渕駅
小渕駅（こぶちえき）は、秋田県北秋田市阿仁小渕字谷地にある、秋田内陸縦貫鉄道秋田内陸線の駅である。

## 歴史
- 1936年（昭和11年）9月25日：鉄道省（国鉄）阿仁合線の駅として北秋田郡阿仁合町に開業[1]。開業時から無人駅である[1]。
- 1968年（昭和43年）：駅前の雑貨商が国鉄当局より許可を得て、駅構内に庭園を造る[1]。
- 1986年（昭和61年）11月1日：秋田内陸縦貫鉄道に転換[2]。
- 2017年（平成29年）
  - 2月17日：当駅 - 阿仁合間で発生した土砂災害の影響により、阿仁前田 - 阿仁合間が不通[3]。同区間において代行バスを運行[3]。
  - 4月29日：阿仁前田 - 阿仁合間が復旧。全線の運行を再開[3]。

## 駅構造
単式ホーム1面1線を有する地上駅。駅舎はないが待合所が設置されている。敷地内には地元のボランティアにより造られた立派な庭園がある。なお、当駅は開業時から無人駅となっている。

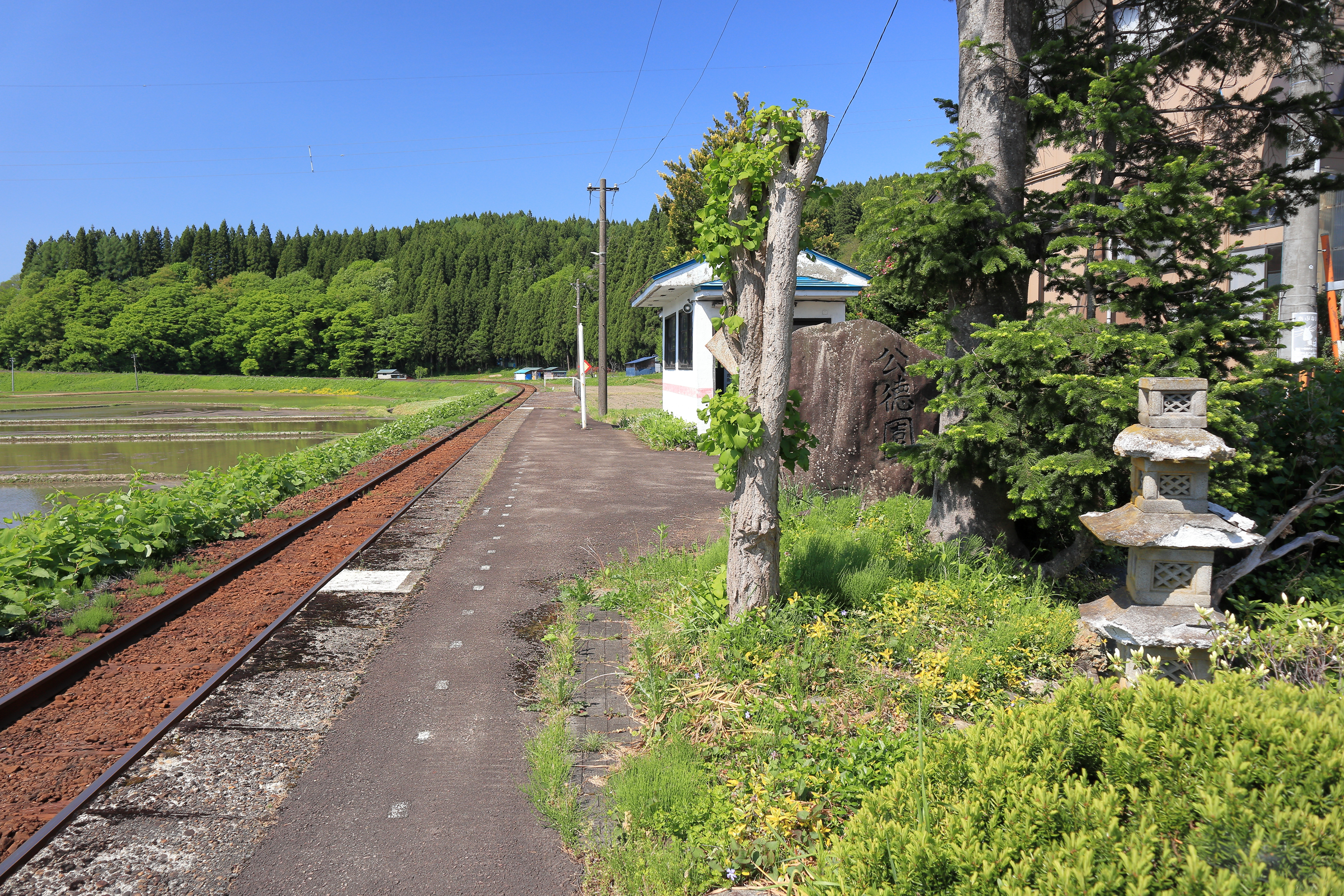
庭園とプラットホーム

## 利用状況
| 1日乗降人員推移 | 1日乗降人員推移 |
| 年度            | 1日平均人数     |
| --------------- | --------------- |
| 2016年          | 23              |
| 2017年          | 17              |
| 2018年          | 16              |

## 駅周辺

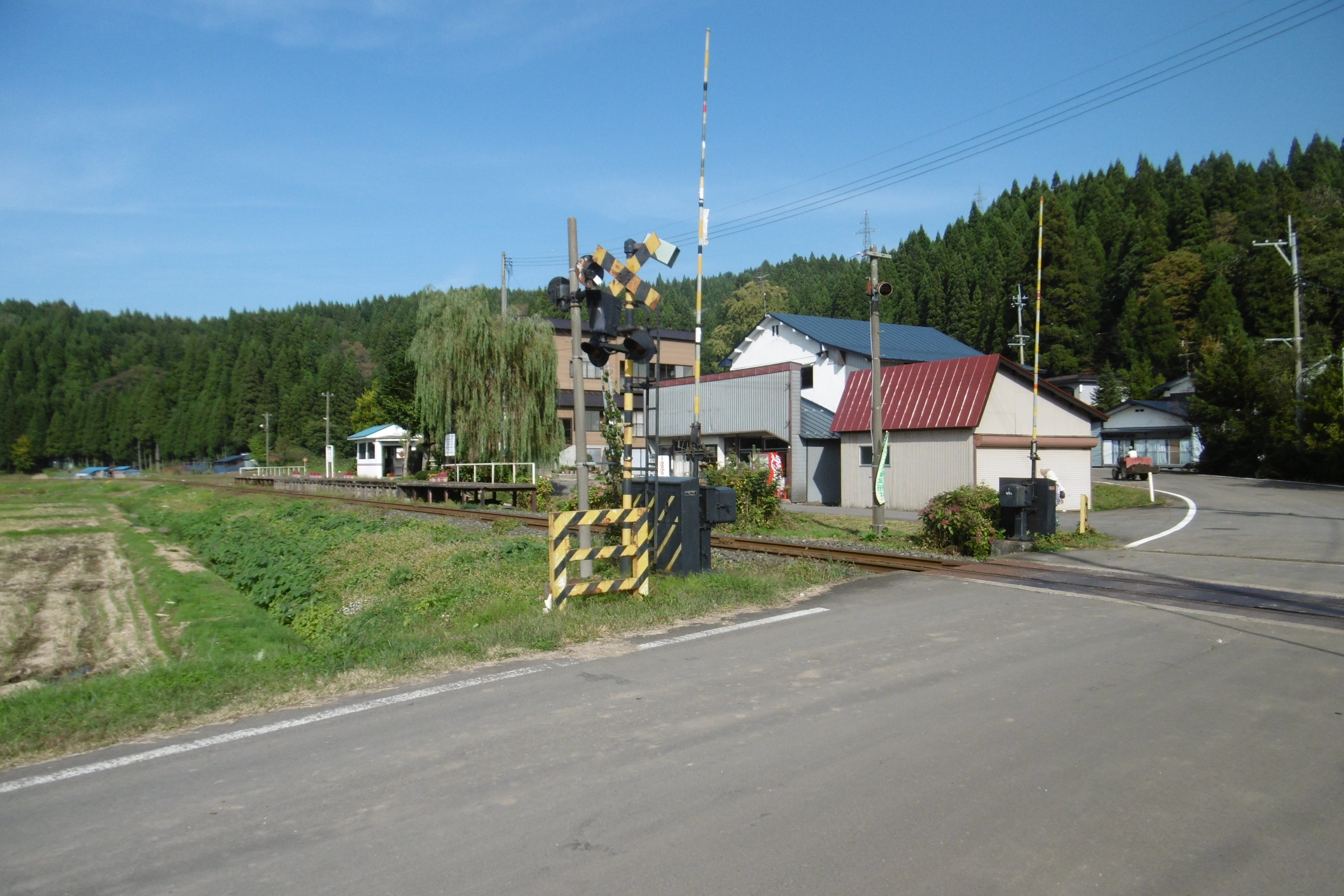
駅周辺

- 国道105号
- 阿仁川

## 隣の駅
秋田内陸縦貫鉄道
■秋田内陸線
□快速（上りのみ）・■普通
前田南駅 - 小渕駅 - 阿仁合駅